# John S. Robertson
John Stuart Robertson (ur. 14 czerwca 1878 w London, zm. 5 listopada 1964 w Escondido) – kanadyjski aktor filmowy i teatralny oraz reżyser filmowy epoki kina niemego oraz pierwszych lat filmu dźwiękowego. Najbardziej znany z wyreżyserowania horroru Doktor Jekyll i pan Hyde (1920) i dramatu Tess z krainy burz (1922).
Był szanowanym i dobrze znanym reżyserem w kręgach hollywoodzkich, o którym pisano, że „był wysoko ceniony jako filmowiec za swoje podejście do przedstawiania szczerości bez bycia ckliwym w przekazie”. Uchodził również za jednego z pięciu najlepszych reżyserów lat 20. i 30. XX wieku. Amerykański zespół muzyczny The Byrds poświęcił mu utwór „Old John Robertson” z 1967.

## Życiorys

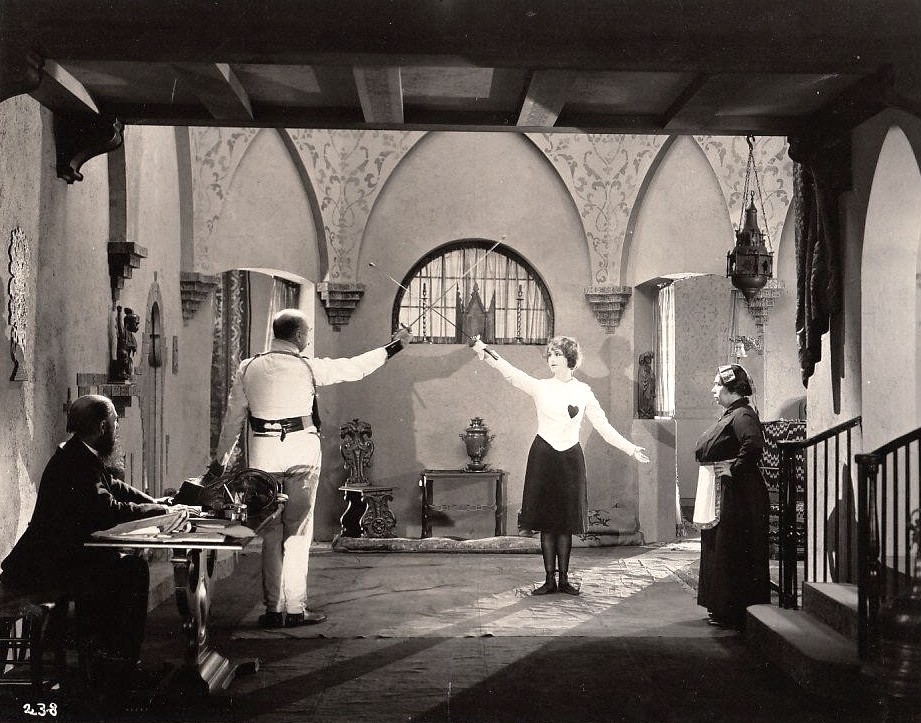
Robertson ćwiczący szermierkę z Elsie Ferguson (1921)

John Stuart Robertson urodził się 14 czerwca 1878 w kanadyjskim London w prowincji Ontario. Karierę zaczynał w Nowym Jorku, występując w tamtejszych teatrach. W 1915 debiutował jako aktor w przemyśle filmowym, grając w niemych produkcjach Vitagraph Studios, takich jak The Combat, An Enemy to the King i His Wife’s Good Name (wszystkie z 1916).
W 1916 zaczął reżyserować, a do najbardziej cenionych filmów w jego dorobku zalicza się horror Doktor Jekyll i pan Hyde (1920) – uchodzący za jedną z najlepszych ekranizacji noweli pióra Roberta Louisa Stevensona z 1886 – i dramat Tess z krainy burz (1922) z główną rolą Mary Pickford. Współpracował także z jednym z najbardziej cenionych aktorów lat 20. XX wieku – Richardem Barthelmessem, którego angażował do dramatu historycznego Jasny szal (1923) oraz dramatów The Fighting Blade (1923) i The Enchanted Cottage (1924; był on jednym z najbardziej cenionych filmów epoki kina niemego).
W 1926 inkasował 25 tys. dolarów za film, co było w owych czasach znaczącą sumą dla reżyserów. Na swoim koncie miał też współpracę ze studiem Metro-Goldwyn-Mayer, dla którego wyreżyserował dramat romantyczny Annie Laurie z Lillian Gish w głównej roli (pomimo dobrych relacji, aktorka w swej autobiografii opisywała reżysera jako „Johna Robinsona”).
Po zastosowaniu, a następnie przejściu na technologię dźwiękową na przełomie lat 20. i 30. XX wieku, reżyserował takie obrazy jak, dramat z ery Pre-Code The Phantom of Paris (1931), komedia Little Orphan Annie (1932) oraz dramat Nasze słoneczko (1935), będącym ostatnim filmem w jego karierze, obejmującej ponad 40 produkcji. Współpracował z takimi aktorami, jak Greta Garbo, John Barrymore, Mary Astor, Mary Pickford i Shirley Temple.
Zmarł 5 listopada 1964 w Escondido w stanie Kalifornia w wieku 86 lat. Został pochowany u boku żony na Mount Pleasant Cemetery w London.

## Życie prywatne

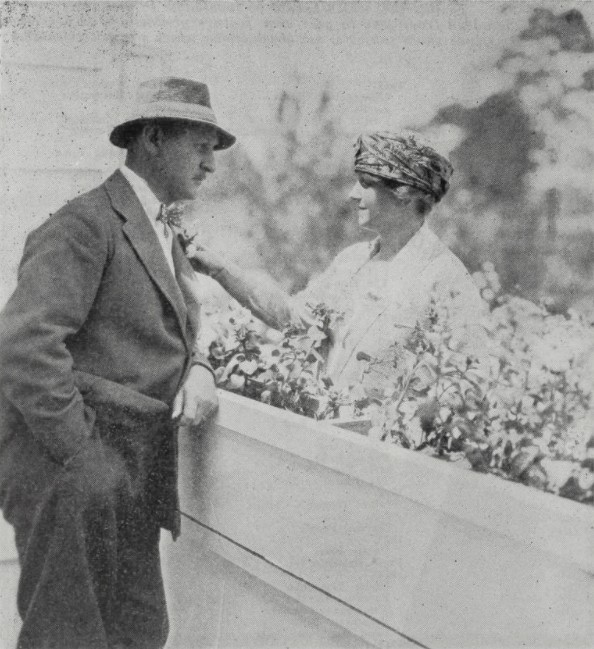
Robertson z małżonką Josephiną Lovett (1924)

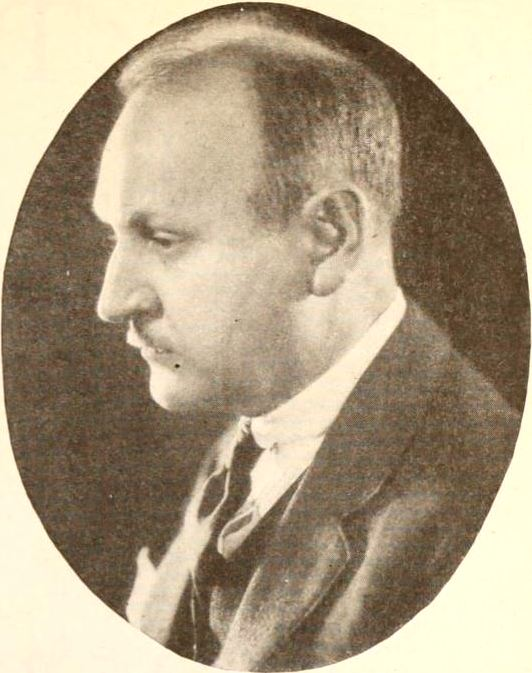
Robertson (1921)

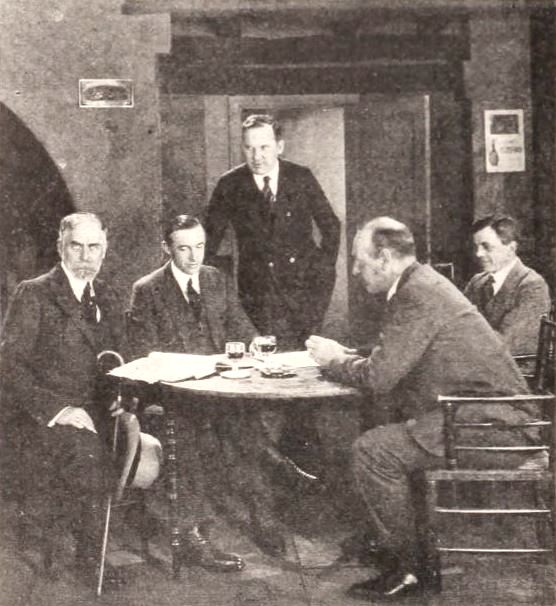
Od lewej: Gilbert Parker, Charles H. Bell, Thomas J. Geraghty i Robertson (1921)

Był żonaty ze scenarzystką Josephiną Lovett (1877–1958). Po przejściu na filmową emeryturę, przez wiele lat mieszkał z małżonką w Rancho Santa Fe w Kalifornii. W 1935 założył Rancho Riding Club.

## Filmografia
Opracowano na podstawie materiału źródłowego:
aktor
- 1916: The Supreme Temptation – monsignore Picard
- 1916: The Destroyers – Lawlor
- 1916: The Combat – Philip Lewis
- 1916: The Conflict – Fred Weyburn
- 1916: An Enemy to the King – Claude Le Chastre
- 1916: His Wife’s Good Name – doktor Cameron
- 1916: The Scarlet Runner (serial kinowy) – Paul Western
- 1917: Her Right to Live – Daniel Hoadley
- 1917: The Maelstrom – nieokreślona rola

reżyser

- 1916: Love and Trout (film krótkometrażowy)
- 1916: The Thorn and the Rose (krótkometrażowy)
- 1916: Getting By (krótkometrażowy)
- 1916: Trouble for Four (krótkometrażowy)
- 1916: Justice a la Carte (krótkometrażowy)
- 1917: The Meeting (krótkometrażowy)
- 1917: The Lovers’ Knot (krótkometrażowy)
- 1917: Intrigue
- 1917: The Money Mill
- 1917: Vanity and Some Sables (krótkometrażowy)
- 1917: A Service of Love (krótkometrażowy)
- 1917: Baby Mine
- 1917: The Bottom of the Well
- 1918: The Menace
- 1918: The Girl of Today
- 1918: The Better Half
- 1918: The Make-Believe Wife
- 1918: Mała panna Hoover
- 1919: Here Comes the Bride
- 1919: The Test of Honor
- 1919: Let’s Elope
- 1919: Come Out of the Kitchen
- 1919: The Misleading Widow
- 1919: Sadie Love
- 1919: Erstwhile Susan
- 1920: Doktor Jekyll i pan Hyde
- 1920: Away Goes Prudence
- 1920: A Dark Lantern
- 1920: 39 East
- 1921: The Magic Cup
- 1921: Sentymentalny Tommy
- 1921: Footlights
- 1922: Perpetua
- 1922: The Spanish Jade
- 1922: Tess z krainy burz
- 1923: Jasny szal
- 1923: The Fighting Blade
- 1923: Dwadzieścia jeden
- 1924: The Enchanted Cottage
- 1924: Classmates
- 1925: New Toys
- 1925: Soul-Fire
- 1925: Shore Leave
- 1927: Annie Laurie
- 1927: Captain Salvation
- 1927: The Road to Romance
- 1929: Pokusa
- 1929: Dama z Szanghaju
- 1930: Night Ride
- 1930: Captain of the Guard
- 1930: Madonna of the Streets
- 1931: Beyond Victory
- 1931: The Phantom of Paris
- 1932: Little Orphan Annie
- 1933: One Man’s Journey
- 1934: The Crime Doctor
- 1934: His Greatest Gamble
- 1934: Wednesday's Child
- 1935: Grand Old Girl
- 1935: Captain Hurricane
- 1935: Nasze słoneczko